# Нова Деревня (Цівільський район)
Нова Дере́вня (рос. Новая Деревня, чув. Ҫӗнӗ Сала) — присілок у складі Цівільського району Чувашії, Росія. Входить до складу Риндинського сільського поселення.
Населення — 92 особи (2010; 89 у 2002).
Національний склад:
- росіяни — 57 %
- чуваші — 39 %